# Richard Elliot
Richard Elliot, (16 de Janeiro de 1960), é um saxofonista.

## Discografia
referência: Billboard Top Contemporary Jazz Albums
Álbuns de estúdio
- 1986: Trolltown
- 1987: Initial Approach
- 1988: Power of Suggestion #12
- 1989: Take to the Skies #7
- 1990: What's Inside #8
- 1991: On the Town #2
- 1993: Soul Embrace #1
- 1994: After Dark #7
- 1996: City Speak #11
- 1997: Jumpin' Off #8
- 1999: Chill Factor #7
- 2000: The Best of Richard Elliot #12
- 2001: Ballads
- 2001: Crush #1
- 2003: Ricochet #2
- 2004: Forever, For Always, For Luther
- 2005: Metro Blue
- 2007: R n R
- 2009: Rock Steady #5